# Winnie the Pooh (franquicia)
Winnie the Pooh es una franquicia de medios de The Walt Disney Company, basada en las historias de Winnie the Pooh de A. A. Milne. La franquicia se originó en 1966 con el mediometraje Winnie the Pooh y el árbol de miel.

## Mediometrajes

### Winnie the Pooh y el árbol de miel(1966)
Winnie the Pooh quiere comer la miel de un panal en lo alto de un árbol, intentando subir con un globo. Tras fallar su plan, va en busca de miel a casa de Conejo, pero tras comerse toda la miel de su casa, Pooh queda atascado en la entrada de la madriguera. Fue estrenado el 4 de febrero de 1966.

### Winnie the Pooh y el bosque encantado(1968)
Tras un día de viento, la casa de Búho termina derribada. Posteriormente, Pooh recibe a la noche la visita de Tigger, quien le asusta al hablarle de los Heffalumps y Woozles (Efelantes y Wartas en Hispanoamérica), unas criaturas que roban miel. Durante la noche, comienza una larga lluvia que termina inundando el bosque. Fue estrenado el 20 de diciembre de 1968.

### Winnie the Pooh... ¡y el tigre también!(1974)
Harto de los brincos de Tigger, Conejo planea junto a Pooh y Piglet llevarle a la profundidad del bosque y abandonarle unos días, pero es Conejo quien termina perdiéndose. Posteriormente, Tigger juega con Rito brincando por el bosque, hasta que Tigger termina atrapado en lo alto de un árbol. Fue estrenado el 20 de diciembre de 1964.

### Winnie the Pooh y un día para Igor(1983)
Los amigos de Igor le organizan una fiesta para levantarle el ánimo. Fue estrenado el 11 de marzo de 1983.

## Largometrajes

### Cinematográficos

#### Animación

##### The Many Adventures of Winnie the Pooh(1977)
Conocida como Las aventuras de Winnie the Pooh en Hispanoamérica y Lo mejor de Winnie the Pooh en España, es una película que recopila las historias de Winnie the Pooh y el árbol de miel, Winnie the Pooh y el bosque encantado y Winnie the Pooh... ¡y el tigre también! Fue estrenada como el 22.º largometraje de Disney el 11 de marzo de 1977.

##### La película de Tigger(2000)
Tigger se plantea la posibilidad de si puede haber otros que sean como él, por lo que se propone encontrar a su familia. Fue estrenada el 11 de febrero de 2000.

##### La gran película de Piglet(2003)
Cuando Piglet desaparece, sus amigos van en su búsqueda mientras recuerdan momentos vividos con él, como el día en el que conocieron a Cangu y Rito cuando estos llegaron al bosque, una expedición que hicieron para encontrar el Polo Norte, y una ocasión en la que construyeron una nueva casa para Igor. Fue estrenada el 22 de abril de 2003.

##### Pooh’s Heffalump Movie(2005)
Conocida como La película de Héffalump en España y Winnie Pooh y el pequeño efelante en Hispanoamérica, relata cómo los habitantes del Bosque de los Cien Acres tienen miedo ante la posible invasión de un Heffalump (Efelante en Hispanoamérica), y Rito se dispone a capturarlo por él mismo, pero cuando conoce a Lumpy, un joven Heffalump, termina haciéndose amigo de él, viendo que no es tan peligroso como decían sus amigos. Fue estrenada el 11 de febrero de 2005.

##### Winnie the Pooh(2011)
La 51.ª película de Walt Disney Animation Studios, siendo con ello la secuela directa de The Many Adventures of Winnie the Pooh en el canon del estudio. Tras que Christopher Robin desaparezca, los habitantes del Bosque de los Cien Acres creen que ha sido secuestrado por un monstruo conocido como “El Ponto”, por lo que planean rescatar a su amigo. Fue estrenada en Estados Unidos el 15 de julio de 2011, después de un estreno el 6 de abril en Bélgica.

#### Imagen real

##### Christopher Robin(2018)
Un adulto Christopher Robin vuelve a encontrarse con Winnie the Pooh, y tras llevarle de vuelta al Bosque de los Cien Acrees y reencontrarse con sus amigos, vuelve a recordar su olvidada infancia. Fue estrenada el 3 de agosto de 2018.

### Directamente para video

#### Pooh's Grand Adventure: The Search for Christopher Robin(1997)
Conocida como La gran aventura de Winnie the Pooh en España y Las grandes aventuras de Winnie the Pooh en Hispanoamérica, relata cómo tras la desaparición de Christopher Robin sus amigos del Bosque de los Cien Acres emprenden un viaje para encontrarle creyendo que puede estar en peligro. Fue lanzada el 5 de agosto de 1997.

#### Winnie the Pooh: Una Navidad para dar(1999)
Película que recopila las historias del especial “A Winnie the Pooh Thanksgiving”, y los episodios de The New Adventures of Winnie the Pooh “Groundpiglet Day” y “Find Her, Keep Her”. Fue lanzada el 9 de noviembre de 1999.

#### The Book of Pooh: Stories from the Heart(2001)
Conocida como El libro de Pooh: Historias del corazón en Hispanoamérica y El libro de Winnie the Pooh: Historias del corazón en España, es una película The Book of Pooh, la cual recopila varios episodios de la serie. Fue lanzada el 17 de julio de 2001.

#### Winnie the Pooh: Unas Navidades Megapooh(2002)
En la víspera de Navidad, los personajes relatan a Rito la historia de “Winnie the Pooh y la Navidad también”. Después, debido a que a Conejo le molestan los hábitos de sus amigos, estos piensan dejarlos como propósitos de Año Nuevo, con Pooh proponiéndose dejar de comer miel, Igor intentar ser más positivo, Piglet ser más valiente, y Tigger dejar de dar saltos. Fue lanzada el 12 de noviembre de 2002.

#### Winnie the Pooh: Una primavera con Rito(2004)
Rito está entusiasmado de celebrar con sus amigos la Pascua en casa de Conejo como hacen cada año, pero Conejo solo tiene planeado hacer una limpieza de primavera. Sus amigos se preguntan por qué ya no quiere celebrar la Pascua. Fue lanzada el 9 de marzo de 2004.

#### Pooh's Heffalump Halloween Movie(2005)
Conocida como Winnie the Pooh y Héffalump en Halloween en España y Winnie the Pooh y el Pequeño efelante celebran Halloween en Hispanoamérica, es una secuela de Pooh's Heffalump Movie. En la historia, Lumpy va junto con Rito y sus amigos a pedir caramelos en la noche de Halloween. Fue lanzada el 13 de septiembre de 2005.

## Series de televisión

#### Welcome to Pooh Corner(1983–1986)
Serie de imagen real y títeres en la que se relatan las historias de Winnie the Pooh y sus amigos. Fue estrenada en The Disney Channel el 18 de abril de 1983 (día en que el canal se inauguró), y finalizó el 30 de mayo de 1986.

#### The New Adventures of Winnie the Pooh(1988–1991)
Conocida como Las nuevas aventuras de Winnie the Pooh en España y Las nuevas aventuras de Winnie Pooh en Hispanoamérica, es una serie de animación que sigue las aventuras de Winnie the Pooh y sus amigos en el Bosque de los Cien Acres, y ocasionalmente en la casa de Christopher Robin. Fue estrenada en The Disney Channel el 17 de enero de 1988, posteriormente cambiando su emisión a ABC en otoño, donde continuó emitiéndose hasta que finalizó el 26 de octubre de 1991.

#### The Book of Pooh(2001–2003)
Conocida como El libro de Pooh en Hispanoamérica y El libro de Winnie the Pooh en España, es una serie de imagen real de títeres que sigue las aventuras de Winnie the Pooh y sus amigos. Fue estrenada el 22 de enero de 2001 en el bloque de programación Playhouse Disney de Disney Channel, y finalizó el 8 de julio de 2003.

#### Mis amigos Tigger y Pooh(2007–2010)
Serie de animación por computadora que sigue las aventuras de Darby, una niña que junto a su perro Buster, Winnie the Pooh y Tigger, forman un equipo de detectives ayudando a los habitantes del Bosque de los Cien Acres. Fue estrenada el 12 de mayo de 2007 en el bloque de programación Playhouse Disney de Disney Channel, y finalizó el 9 de octubre de 2010.